# Atlantis: L'impero perduto - Alla ricerca del diario
Atlantis: L'impero perduto - Alla ricerca del diario è un gioco sparatutto in prima persona sviluppato da Zombie Studios e pubblicato da Buena Vista Games, una sussidiaria della Disney Interactive. È stato rilasciato il 1 maggio 2001 per la piattaforma Microsoft Windows ed è il primo dei due giochi della Zombie basati sul film Atlantis - L'impero perduto, del quale rappresenta un prequel. Infatti, racconta della missione di ricerca che il nonno di Milo, Thaddeus Thatch, condusse in Islanda per trovare il diario.

## Gameplay
Il gioco inizia con una clip originariamente concepita per fungere da prologo per il film. Essa mostra un gruppo di guerrieri vichinghi che vengono aggrediti dal Leviatano mentre cercano di trovare Atlantide attraverso il Diario del vecchio pastore. Il racconto si sposta quindi in Islanda nel 1901. Il giocatore impersona un soldato della spedizione incaricata di trovare il Diario. Il ruolo degli antagonisti è rivestito dai Custodi del Diario, un antico ordine incaricato di protegge il segreto di Atlantide, i membri del quale possiedono poteri mistici.

### Livelli
1. La prima sequenza ha il personaggio principale che galleggia lungo un fiume. Vedi alcuni sprite in lontananza e senti i dialoghi di Thaddeus Thatch.
2. Dopo essere partito dalla barca, percorri un sentiero ghiacciato schivando palle di neve e combattendo alcuni custodi. Si consiglia di camminare velocemente sui ponti per evitare lunghi percorsi alternativi.
3. Dopo esserti imbarcato su un aereo, voli attraverso un canyon. Ci sono alcuni tratti stretti e le particelle di ghiaccio vengono sparate contro di te.
4. Finalmente arrivi alla Fortezza del Custode ed entri. Senti i dialoghi del comandante Rourke e Thaddeus Thatch. Combatti diversi custodi mentre scendi nel labirinto.
5. Entra nella stanza del diario. Superi quattro prove (Acqua, Fuoco, Vento e Terra) per ottenere quattro talismani mentre combatti contro numerosi custodi. Dopo aver posizionato tutti e quattro i talismani su un piedistallo, il piedistallo si abbassa e ottieni il diario.
6. Il gioco mostra quindi diverse scene del film come teaser.

## Distribuzione
Disney offrì la possibilità di scaricare gratuitamente il gioco sul suo sito web fino a luglio 2001.
Come attività promozionale, è stato rilasciato gratuitamente attraverso i prodotti Kellogg's, in scatole di cereali selezionate o collezionando i punti inseriti nelle confezioni dei vari prodotti.